# آنا ارایلی
آنا اُرایلی (انگلیسی: Ahna O'Reilly؛ زادهٔ ۲۱ سپتامبر ۱۹۸۴) بازیگر آمریکایی است. او بیشتر برای ایفای نقش در فیلم خدمتکاران (۲۰۱۱) شهرت دارد.

## زندگی شخصی
اُرایلی مدتی با بازیگر آمریکایی جیمز فرانکو رابطه برقرار کرد. آن‌ها در سال ۲۰۱۱ از یکدیگر جدا شدند. در دسامبر ۲۰۲۱، اُرایلی از طریق اینستاگرام اعلام کرد که با نویسنده و تهیه‌کننده دیو آندرون ازدواج کرده‌است.

## فیلم‌شناسی

### فیلم
| سال  | عنوان                         | نقش              | توضیحات |
| ---- | ----------------------------- | ---------------- | --- |
| ۲۰۰۷ | نانسی درو                     |                  | |
| ۲۰۰۸ | فراموش کردن سارا مارشال       | لزلی             | |
| ۲۰۱۱ | خدمتکاران                     | الیزابت          | برنده – جایزۀ انجمن بازیگران فیلم برای گروه بازیگران برجسته در یک فیلم سینمایی برنده – جایزۀ ستلایت برای گروه بازیگران برجسته – فیلم سینمایی برنده – جایزۀ بلک ریل برای بهترین گروه بازیگران برنده –جایزۀ انجمن منتقدان پخش فیلم برای بهترین گروه بازیگران برنده – جایزۀ جشنواره فیلم هالیوود برای گروه بازیگران برجسته سال نامزد – جایزۀ جامعه منتقدان فیلم دیترویت برای گروه بازیگران برجسته نامزد – جایزۀ انجمن منتقدان فیلم منطقه واشینگتن، دی.سی. برای گروه بازیگران برجسته |
| ۲۰۱۳ | سی‌بی‌جی‌بی                      | مری هاروی        | |
| ۲۰۱۳ | ایستگاه فروتویل               | کتی              | |
| ۲۰۱۳ | جابز                          | کریسن برنان      | |
| ۲۰۱۳ | گور به گور                    | دیویی            | |
| ۲۰۱۳ | خوش به حالشان                 | شارلوت           | |
| ۲۰۱۴ | برخیز                         | گزارشگر          | |
| ۲۰۱۴ | خشم و هیاهو                   | کدی کامپسن       | |
| ۲۰۱۵ | اونجوری بامزه است             | الیزابت          | |
| ۲۰۱۶ | الویس و نیکسون                | مری              | |
| ۲۰۱۶ | در نبردی مشکوک                | ادیث «ادی» مالون | |
| ۲۰۱۶ | همه چیزی که می‌بینم تو هستی    | کارلا            | |
| ۲۰۱۷ | مارشال                        | خانم ریچموند     | |
| ۲۰۱۷ | خوابگرد                       | سارا             | |
| ۲۰۱۹ | بامشل                         | جولی             | |
| ۲۰۲۲ | جایی که خرچنگ‌ها آواز می‌خوانند | ما               | |

### تلویزیون
| سال  | عنوان           | نقش        | توضیحات                    |
| ---- | --------------- | ---------- | -------------------------- |
| ۲۰۰۸ | سی‌اس‌آی: نیویورک | هالی       | قسمت: «خوشبختی تا ابد»     |
| ۲۰۱۱ | خاطرات خون‌آشام  | جسیکا کوهن | قسمت: «نزول»               |
| ۲۰۱۴ | آشنایی با مادر  | کلی        | قسمت: «آشنایی مادرت با من» |
| ۲۰۱۸ | خیال            | ریچل       | قسمت: «بوند، جین بوند»     |
| ۲۰۱۹ | برنامه صبحگاهی  | اشلی براون | ۲ قسمت                     |